# Arkys cornutus
Espèce
Arkys cornutus est une espèce d'araignées aranéomorphes de la famille des Arkyidae.

## Distribution
Cette espèce se rencontre en Australie au Queensland et en Nouvelle-Guinée.

## Description
Cette araignée a un corps long de 6 mm pour la femelle et de 4 mm pour le mâle.
Elle ne tisse pas de toile mais chasse directement ses proies.

## Publication originale
- L. Koch, 1872 : Die Arachniden Australiens. Nürnberg, vol. 1, p. 105-368 (texte intégral).